# Justin Hurwitz
Justin Gabriel Hurwitz (Los Angeles, 22 gennaio 1985) è un compositore e sceneggiatore statunitense.
È principalmente noto per il sodalizio artistico con il regista Damien Chazelle, con il quale ha collaborato in Guy and Madeline on a Park Bench (2009), Whiplash (2014), La La Land (2016), First Man - Il primo uomo (2018) e Babylon (2022).
Nel 2016 ottiene il plauso della critica per il suo lavoro per la pellicola La La Land, con il quale si aggiudica due Premi Oscar, due Golden Globe, due Grammy Award ed un British Academy Film Awards. Nel 2018 grazie a First Man - Il primo uomo, si aggiudica il suo terzo Golden Globe e il quarto nel 2023 per Babylon.

## Biografia
Justin Hurwitz è nato a Los Angeles, in California, figlio di Gail, una ballerina professionista in seguito diventata infermiera, e di Ken Hurwitz, uno scrittore. È di origine ebraica. Si trasferì assieme alla sua famiglia in Wisconsin nel 1998, dove frequentò la Nicolet High School. Ha frequentato l'Università di Harvard, dove è stato compagno di stanza del regista Damien Chazelle.Hanno collaborato assieme ad un film studentesco, Guy and Madeline on a Park Bench, uscito nel 2009. Mentre era a scuola, era un membro degli Harvard Lampoon ed era un membro originale della band indie-pop Chester French con Chazelle.

### Carriera
Dopo il college, si trasferì assieme all'amico Chazelle a Los Angeles, scrisse alcuni episodi della sitcom The League e un episodio della serie televisiva animata I Simpson. Grazie al successo di Guy and Madeline on a Park Bench, i due sono riusciti ad ottenere finanziamenti per il film musicale del 2014 Whiplash, con il quale ha ricevuto una candidatura ai Grammy Award.
Nel 2016 realizza la colonna sonora della pellicola musicale La La Land, con il quale ottiene il plauso della critica aggiudicandosi due Premi Oscar e due Golden Globe per la miglior colonna sonora e la miglior canzone, un British Academy Film Awards per la miglior colonna sonora e due Grammy Award.
Nel 2018 si occupa della colonna sonora del film biografico First Man - Il primo uomo, con il quale si aggiudica il suo terzo Golden Globe. 
Nel 2022 torna nuovamente a lavorare con Chazelle nella pellicola Babylon.

## Filmografia

### Compositore
- Guy and Madeline on a Park Bench, regia di Damien Chazelle (2009)
- Whiplash, regia di Damien Chazelle (2014)
- La La Land, regia di Damien Chazelle (2016)
- First Man - Il primo uomo (First Man), regia di Damien Chazelle (2018)
- Babylon, regia di Damien Chazelle (2022)

### Sceneggiatore
- I Simpson (The Simpsons), episodio 23x01 (2011) – serie TV
- The League, 7 episodi (2011-2015) – serie TV
- Curb Your Enthusiasm, 11 episodi (2017-2020) – serie TV

## Riconoscimenti
- Premio Oscar
  - 2017 – Miglior colonna sonora per La La Land[8]
  - 2017 – Miglior canzone originale (City of Stars) per La La Land
  - 2017 – Candidatura per la miglior canzone originale (Audition) per La La Land
  - 2023 – Candidatura per la migliore colonna sonora per Babylon

- Golden Globe
  - 2017 – Miglior colonna sonora originale per La La Land
  - 2017 – Miglior canzone originale (City of Stars) per La La Land
  - 2019 – Miglior colonna sonora originale per First Man - Il primo uomo
  - 2023 – Miglior colonna sonora originale per Babylon

- British Academy Film Awards
  - 2017 – Miglior colonna sonora per La La Land
- Critics' Choice Awards
  - 2016 – Miglior colonna sonora per La La Land
  - 2016 – Miglior canzone (City of Stars) per La La Land
  - 2016 – Candidatura per la miglior canzone (Audition) per La La Land
  - 2019 – Miglior colonna sonora per First Man – Il primo uomo
- Grammy Award
  - 2016 – Candidatura per la miglior colonna sonora per un film per Whiplash
  - 2018 – Miglior colonna sonora per un film per La La Land
  - 2018 – Miglior compilation sonora per un film o altri visual-media per La La Land
  - 2018 – Candidatura per la miglior canzone per un film (City of Stars) per La La Land
  - 2018 – Candidatura per il miglior arrangiamento, strumentale e vocale (Another Day of Sun) per La La Land
- Satellite Award
  - 2017 – Miglior colonna sonora originale per La La Land
  - 2017 – Miglior canzone originale (City of Stars) per La La Land
  - 2017 – Candidatura per la miglior canzone originale (Audtion) per La La Land
  - 2018 – Miglior colonna sonora originale per First Man – Il primo uomo